# サン・ラファエル滝
サン・ラファエル滝（サン・ラファエルたき  英:San Rafael Falls）は、エクアドルに存在する滝。

## 概要
エクアドルの首都、キトの東方のコカ川上流に存在する。落差は約150mあり、エクアドル最大にして代表的な滝である。白川義員らによって推薦・選考された世界百名瀑の一つ。
2020年2月、上流部で突然陥没が発生。多くの水が陥没穴に落ち込むようになり、滝に流れ込む水量が大幅に減少、滝は3つの細い水流が流れるのみとなった。滝には観光客が年間数万人訪れていたが、滝の水量喪失後には観光が打ち切られている。